# New Haven Open at Yale 2012
Il New Haven Open at Yale 2012, in precedenza conosciuto come "Pilot Pen Tennis", è stato un torneo femminile di tennis giocato sul cemento. È stata la 45ª edizione del New Haven Open at Yale, che fa parte della categoria Premier nell'ambito del WTA Tour 2012. Il torneo si è giocato al Cullman-Heyman Tennis Center nel New Haven, Connecticut, USA, dal 17 al 25 di agosto. È uno dei due ultimi tornei che precedono gli US Open 2012.

## Partecipanti WTA

### Teste di serie
| Nazione    | Giocatrice          | Ranking* | Testa di serie |
| ---------- | ------------------- | -------- | -------------- |
| Polonia    | Agnieszka Radwańska | 3        | 1              |
| Rep. Ceca  | Petra Kvitová       | 5        | 2              |
| Danimarca  | Caroline Wozniacki  | 8        | 3              |
| Italia     | Sara Errani         | 10       | 4              |
| Francia    | Marion Bartoli      | 11       | 5              |
| Slovacchia | Dominika Cibulková  | 13       | 6              |
| Russia     | Marija Kirilenko    | 14       | 7              |
| Rep. Ceca  | Lucie Šafářová      | 19       | 8              |

* Le teste di serie sono basate sul ranking al 13 agosto 2012. 

### Altre partecipanti
Le seguenti giocatrici hanno ricevuto una wild card per il tabellone principale:
- Petra Kvitová
- Bethanie Mattek-Sands
- Laura Robson

Le seguenti giocatrici sono passate dalle qualificazioni:

- Tímea Babos
- Nicole Gibbs
- Alexa Glatch
- Ol'ga Govorcova

## Campioni

### Singolare femminile
Petra Kvitová ha sconfitto in finale  Marija Kirilenko per 7–6(9), 7–5.
- È il nono titolo in carriera per Kvitova, il secondo nel 2012.

### Doppio femminile
Liezel Huber /  Lisa Raymond hanno battuto in finale  Andrea Hlaváčková /  Lucie Hradecká per 4–6, 6–0, [10–4].